# Moi, député
Pour plus de détails, voir Fiche technique et Distribution.
Moi, député ou La Campagne au Québec (The Campaign), est un film comique américain réalisé par Jay Roach et sorti en 2012. Il met en scène Will Ferrell et Zach Galifianakis dans les rôles de deux politiciens adversaires de campagne pour la députation de leur circonscription de Caroline du Nord.

## Synopsis
Alors que Camdan « Cam » Brady est en début de campagne de réélection dans son comté pour siéger au sénat des États-Unis, il commet un délit qui lui fait perdre une partie de ses partisans. C'est alors qu'une famille riche de la région donne comme objectif au plus gentil d'entre eux, Martin « Marty » Huggins, de s’attirer les louanges de la population pour gagner les élections dans le but de vendre le comté aux Chinois, sans que Marty en ait connaissance. Cam, puis Marty, vont user de tous les stratagèmes pour convaincre la population de voter pour eux, surtout en attaquant la crédibilité de l'autre.

## Fiche technique
Sauf mention contraire, cette fiche technique est établie à partir d'IMDb.
- Titre original : The Campaign
- Titre français : Moi, député (France), La Campagne (Québec)
- Réalisation : Jay Roach
- Réalisateur seconde équipe : Josh King
- Scénario : Shawn Harwell et Chris Henchy
- Photographie : Jim Denault
- Montage : Craig Alpert et Jon Poll
- Décors : Michael Corenblith (en)
- Directeur artistique : Kelly Curley
- Superviseur des effets spéciaux : Scott Dwyer
- Costumes : Daniel Orlandi (en)
- Son : Michael O'Farrell
- Musique : Theodore Shapiro
- Producteur : Will Ferrell, Zach Galifianakis, Adam McKay et Jay Roach
- Producteurs exécutifs : Jon Poll et Amy Sayres
- Sociétés de production : Warner Bros., Gary Sanchez Productions et Everyman Pictures
- Sociétés de distribution : Warner Bros.
- Pays de production :  États-Unis
- Langue originale : anglais
- Format : Couleur - 1.85:1
- Genre : Comédie
- Durée : 85 minutes
- Budget : 56 000 000 $
- Dates de sortie :
  - États-Unis : 4 août 2012
  - Canada : 10 août 2012
  - France : 29 août 2012
  - Belgique : 19 septembre 2012
- Classification : R (Restricted) aux États-Unis[Note 1], et 13+ au Québec.

## Distribution
- Will Ferrell (VF : Maurice Decoster ; VQ : François Godin) : Camden « Cam » Brady

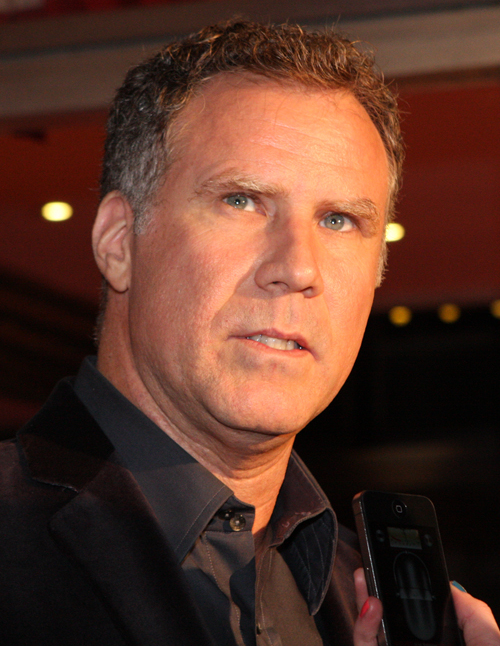
L'acteur principal Will Ferrell à l'avant-première du film à Sydney, le 5 août 2012.

- Zach Galifianakis (VF : Daniel Lafourcade ; VQ : Louis-Philippe Dandenault) : Martin « Marty » Huggins
- Dylan McDermott (VF : Xavier Fagnon ; VQ : Thiéry Dubé) : Tim Wattley
- Jason Sudeikis (VF : Thierry Kazazian ; VQ : Tristan Harvey) : Mitch Wilson
- Brian Cox (VF : Jean-Claude Sachot ; VQ : Jean-Marie Moncelet) : Raymond Huggins
- John Lithgow (VF : Michel Ruhl ; VQ : Guy Nadon) : Glen Motch
- Dan Aykroyd (VF : Patrick Bonnel ; VQ : Mario Desmarais) : Wade Motch
- Katherine LaNasa (VF : Marie-Laure Dougnac ; VQ : Éveline Gélinas) : Rose Brady
- Taryn Terrell : Janette
- Karen Maruyama (VF : Marie-Laure Beneston) : Mrs Yao
- Sarah Baker (VF : Malvina Germain ; VQ : Claudia-Laurie Corbeil) : Mitzy Huggins
- Josh Lawson (VF : Mathias Kozlowski) : Tripp
- John Goodman (VF : Jacques Frantz) : Scott Taley (non crédité)
- Uggie : lui-même (non crédité)
- Thomas Middleditch : Travis
- Kya Haywood (VF : Sylvie Jacob) : Dylan Huggins
- Grant Goodman (VF : Marie-Laure Beneston) : Clay Huggins

- Version française
  - Société de doublage : Dubbing Brothers
  - Direction artistique : Marie-Laure Beneston
  - Adaptation : Marion Bessay

Sources et légende : Version Française (V. F.) sur RS Doublage et Version Québécoise (V. Q.) sur Doublage Québec 

## Anecdote
Le titre en français est une référence à l'anaphore de François Hollande, prononcée durant la campagne présidentielle française de 2012 lors du débat télévisé contre Nicolas Sarkozy, et commençant par « Moi président de la République »...

## Réception
À sa sortie, le film a reçu un accueil critique moyen. Le site Rotten Tomatoes recense 67 % de critiques favorables, avec un score moyen de 6,1⁄10, sur la base de 146 critiques collectées, tandis que le site Metacritic lui attribue une moyenne de 50⁄100, pour 35 commentaires collectés. Sur AlloCiné, le film obtient un score moyen de 3,1⁄5 sur la base de 9 titres de presse française collectés.

## Box-office
- Monde : 104 907 746 $[6]
- États-Unis : 86 907 746 $[6]
- France : 86 013 entrées[7]

Lors de sa première semaine aux États-Unis, The Campaign (Moi, député) entre en deuxième position au box-office, derrière Jason Bourne : L'Héritage, avec 38,3 millions de dollars de recettes. En 11 semaines dans les salles, les recettes du film aux États-Unis s'élèvent à 86 907 746 $.
Le film a eu un succès commercial très limité en France, puisqu'il n'a attiré que 86 013 spectateurs.

## Distinctions

### Récompenses
- BMI Film Music Award de la meilleure musique de film pour Theodore Shapiro (2013)
- Golden Trailer de la meilleure publicité innovante pour un film (pour Cam Dollar) (2013)